# Костёр тщеславия

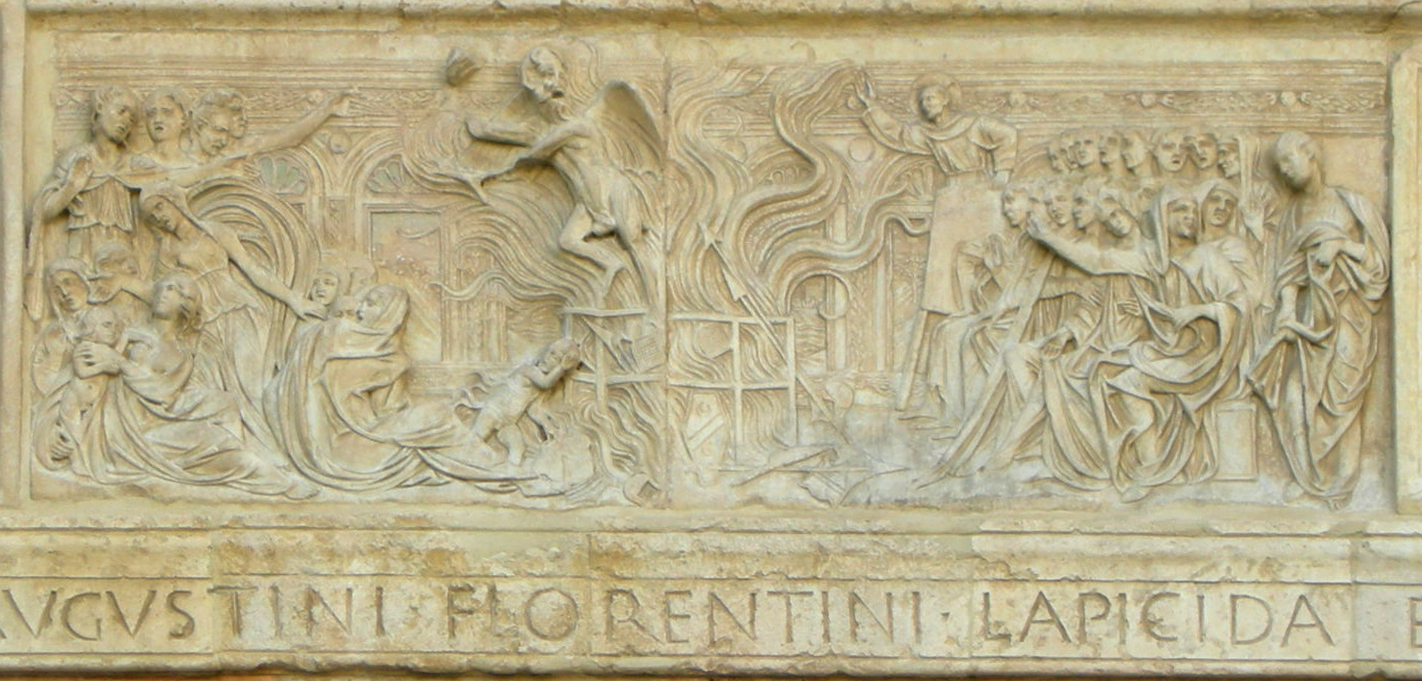
Bernardino da Siena organizza un falò delle vanità (1457-1461), Agostino di Duccio, Oratorio di San Bernardino, Perugia

Костёр тщесла́вия (итал. falò delle vanità) — сожжение светских книг («Декамерон», Овидий и др.), музыкальных инструментов, игральных карт и костей, парфюмерных продуктов, богатых нарядов и зеркал, конфискованных у граждан Флоренции по указанию религиозного реформатора Джироламо Савонаролы.
Самая пышная церемония такого рода была проведена на городской площади в Жирный вторник 7 февраля 1497 года. Согласно преданию, художник Сандро Боттичелли самолично бросил в костер несколько лучших своих полотен на мифологические темы.